# Ampelocissus pedicellata
Ampelocissus pedicellata är en vinväxtart som beskrevs av Merrill. Ampelocissus pedicellata ingår i släktet Ampelocissus och familjen vinväxter. Inga underarter finns listade i Catalogue of Life.